# حباك بيتس
حباك بيتس (الاسم العلمي: Ploceus batesi) نوع من الطيور الصغيرة من فصيلة الحباك، متوطن في الكاميرون.